# Doctor Fink
Pour les articles homonymes, voir Fink.
Matthew Robert Fink (né le 8 février 1957 à Minneapolis), plus connu sous le nom de scène Doctor Fink, est un musicien américain, claviériste, auteur-compositeur et producteur de musique. Fink est connu pour avoir été le claviériste du groupe The Revolution avec Prince.

## Discographie

### Avec Prince
- 1980 - Dirty Mind
- 1988 - Lovesexy

### Avec Prince & the Revolution
- 1984 - Purple Rain
- 1985 - Around the World in a Day
- 1986 - Parade